# Grójec (Potoczek)
Grójec – część wsi Potoczek w Polsce, położona w województwie lubelskim, w powiecie janowskim, w gminie Potok Wielki. 
W latach 1975–1998 Grójec należał administracyjnie do województwa tarnobrzeskiego.
Grójec powstał około 1872 roku. Został zasiedlony przez osadników z Galicji. W 1877 roku były tutaj zabudowania dworskie należące do folwarku Potoczek. W 1921 roku Grójec liczył 8 domów i 47 mieszkańców.